# Olympische Sommerspiele 2012/Rudern – Leichtgewichts-Doppelzweier (Frauen)
Der Ruderwettbewerb im Leichtgewichts-Doppelzweier der Frauen bei den Olympischen Spielen 2012 in London wurde vom 29. Juli bis zum 4. August 2012 auf dem Dorney Lake ausgetragen. 34 Athletinnen in 17 Booten traten an. 
Die Ruderregatta, die über 2000 Meter ausgetragen wurde, begann mit drei Vorläufen. Die beiden ersten Boote qualifizierten sich für das Halbfinale, die anderen mussten in die Hoffnungsläufe. In diesen zwei Läufen qualifizierten sich die ersten drei Boote für das Halbfinale, die übrigen kamen in das C-Finale, in dem die Plätze 13 bis 17 ermittelt wurden. Die Sieger der Halbfinals kamen ins Finale A, die übrigen ins Finale B.
Die jeweils qualifizierten Boote sind hellgrün unterlegt.

## Titelträger
| Olympiasieger | Niederlande Besatzung: Kirsten van der Kolk, Marit van Eupen     | Peking 2008 |
| Weltmeister   | Griechenland Besatzung: Christina Giazitzidou, Alexandra Tsiavou | Bled 2011   |

## Vorläufe
29. Juli 2012

### Vorlauf 1
| Platz | Boot           | Besatzung                            | Zeit (min) |
| ----- | -------------- | ------------------------------------ | ---------- |
| 1     | Großbritannien | Sophie Hosking, Katherine Copeland   | 6:56,96    |
| 2     | Dänemark       | Anne Lolk Thomsen, Juliane Rasmussen | 6:59,94    |
| 3     | Neuseeland     | Louise Ayling, Julia Edward          | 7:02,78    |
| 4     | Kuba           | Yaima Velázquez, Yoslaine Dominguez  | 7:12,99    |
| 5     | Argentinien    | Maria Rohner, Milka Kraljev          | 7:33,37    |
| 6     | Ägypten        | Sara Mohamad Baraka, Fatma Rashed    | 7:45,23    |

### Vorlauf 2
| Platz | Boot               | Besatzung                                | Zeit (min) |
| ----- | ------------------ | ---------------------------------------- | ---------- |
| 1     | Griechenland       | Christina Giazitzidou, Alexandra Tsiavou | 7:03,66    |
| 2     | Australien         | Bronwen Watson, Hannah Every-Hall        | 7:05,30    |
| 3     | Vereinigte Staaten | Kristin Hedstrom, Julie Nichols          | 7:08,46    |
| 4     | Niederlande        | Rianne Sigmond, Maaike Head              | 7:10,49    |
| 5     | Kanada             | Lindsay Jennerich, Patricia Obee         | 7:10,89    |
| 6     | Brasilien          | Luana de Assis, Fabiana Beltrame         | 7:34,37    |

### Vorlauf 3
| Platz | Boot        | Besatzung                      | Zeit (min) |
| ----- | ----------- | ------------------------------ | ---------- |
| 1     | China       | Xu Dongxiang, Huang Wenyi      | 7:15,57    |
| 2     | Deutschland | Lena Müller, Anja Noske        | 7:19,24    |
| 3     | Japan       | Atsumi Fukumoto, Akika Iwamoto | 7:30,29    |
| 4     | Südkorea    | Kim Myung-shin, Kim Sol-ji     | 7:31,98    |
| 5     | Vietnam     | Phạm Thị Hài, Phạm Thị Thảo    | 7:40,06    |

## Hoffnungslauf
31. Juli 2012

### Lauf 1
| Platz | Boot        | Besatzung                         | Zeit (min) |
| ----- | ----------- | --------------------------------- | ---------- |
| 1     | Niederlande | Rianne Sigmond, Maaike Head       | 7:19,26    |
| 2     | Neuseeland  | Louise Ayling, Julia Edward       | 7:19,26    |
| 3     | Japan       | Atsumi Fukumoto, Akika Iwamoto    | 7:23,79    |
| 4     | Brasilien   | Luana de Assis, Fabiana Beltrame  | 7:27,46    |
| 5     | Vietnam     | Phạm Thị Hài, Phạm Thị Thảo       | 7:37,64    |
| 6     | Ägypten     | Sara Mohamad Baraka, Fatma Rashed | 7:54,01    |

### Lauf 2
| Platz | Boot               | Besatzung                           | Zeit (min) |
| ----- | ------------------ | ----------------------------------- | ---------- |
| 1     | Vereinigte Staaten | Kristin Hedstrom, Julie Nichols     | 7:13,82    |
| 2     | Kanada             | Lindsay Jennerich, Patricia Obee    | 7:15,37    |
| 3     | Kuba               | Yaima Velázquez, Yoslaine Dominguez | 7:19,33    |
| 4     | Südkorea           | Kim Myung-shin, Kim Sol-ji          | 7:27,95    |
| 5     | Argentinien        | Maria Rohner, Milka Kraljev         | 7:40,72    |

## Halbfinale
2. August 2012

### Lauf 1
| Platz | Boot               | Besatzung                                | Zeit (min) |
| ----- | ------------------ | ---------------------------------------- | ---------- |
| 1     | Großbritannien     | Sophie Hosking, Katherine Copeland       | 7:05,90    |
| 2     | Griechenland       | Christina Giazitzidou, Alexandra Tsiavou | 7:09,01    |
| 3     | Deutschland        | Lena Müller, Anja Noske                  | 7:10,16    |
| 4     | Vereinigte Staaten | Kristin Hedstrom, Julie Nichols          | 7:13,61    |
| 5     | Neuseeland         | Louise Ayling, Julia Edward              | 7:15,06    |
| 6     | Kuba               | Yaima Velázquez, Yoslaine Dominguez      | 7:21,86    |

### Lauf 2
| Platz | Boot        | Besatzung                            | Zeit (min) |
| ----- | ----------- | ------------------------------------ | ---------- |
| 1     | China       | Xu Dongxiang, Huang Wenyi            | 7:10,39    |
| 2     | Dänemark    | Anne Lolk Thomsen, Juliane Rasmussen | 7:10,93    |
| 3     | Australien  | Bronwen Watson, Hannah Every-Hall    | 7:12,35    |
| 4     | Kanada      | Lindsay Jennerich, Patricia Obee     | 7:14,83    |
| 5     | Niederlande | Rianne Sigmond, Maaike Head          | 7:19,31    |
| 6     | Japan       | Atsumi Fukumoto, Akika Iwamoto       | 7:34,23    |

## Finale

### Finale C
4. August 2012, 11:00 Uhr MESZ

Anmerkung: zur Ermittlung der Plätze 13 bis 17
| Platz | Boot        | Besatzung                         | Zeit (min) |
| ----- | ----------- | --------------------------------- | ---------- |
| 13    | Brasilien   | Luana de Assis, Fabiana Beltrame  | 7:41,43    |
| 14    | Südkorea    | Kim Myung-shin, Kim Sol-ji        | 7:44,03    |
| 15    | Argentinien | Maria Rohner, Milka Kraljev       | 7:44,62    |
| 16    | Vietnam     | Phạm Thị Hài, Phạm Thị Thảo       | 7:51,82    |
| 17    | Ägypten     | Sara Mohamad Baraka, Fatma Rashed | 8:14,17    |

### Finale B
4. August 2012, 11:40 Uhr MESZ

Anmerkung: zur Ermittlung der Plätze 7 bis 12
| Platz | Boot               | Besatzung                           | Zeit (min) |
| ----- | ------------------ | ----------------------------------- | ---------- |
| 7     | Kanada             | Lindsay Jennerich, Patricia Obee    | 7:17,24    |
| 8     | Niederlande        | Rianne Sigmond, Maaike Head         | 7:20,36    |
| 9     | Neuseeland         | Louise Ayling, Julia Edward         | 7:22,78    |
| 10    | Kuba               | Yaima Velázquez, Yoslaine Dominguez | 7:23,25    |
| 11    | Vereinigte Staaten | Kristin Hedstrom, Julie Nichols     | 7:23,31    |
| 12    | Japan              | Atsumi Fukumoto, Akika Iwamoto      | 7:32,12    |

### Finale A
4. August 2012, 12:50 Uhr MESZ

Anmerkung: zur Ermittlung der Plätze 1 bis 6
| Platz | Boot           | Besatzung                                | Zeit (min) |
| ----- | -------------- | ---------------------------------------- | ---------- |
| 1     | Großbritannien | Sophie Hosking, Katherine Copeland       | 7:09,30    |
| 2     | China          | Xu Dongxiang, Huang Wenyi                | 7:11,93    |
| 3     | Griechenland   | Christina Giazitzidou, Alexandra Tsiavou | 7:12,09    |
| 4     | Dänemark       | Anne Lolk Thomsen, Juliane Rasmussen     | 7:15,53    |
| 5     | Australien     | Bronwen Watson, Hannah Every-Hall        | 7:20,68    |
| 6     | Deutschland    | Lena Müller, Anja Noske                  | 7:22,18    |

Das Finale ergab den ersten Olympiasieg eines britischen Bootes im Leichtgewichts-Doppelzweier der Frauen. Erstmals gab es eine Medaille für ein chinesisches und ein griechisches Boot in dieser Bootsklasse. Christina Giazitzidou und Alexandra Tsiavou sind zugleich die ersten griechischen Frauen, die eine Medaille im olympischen Rudern gewinnen konnten.